# Małgorzata Maria López de Maturana
Małgorzata Maria López de Maturana, właśc. hiszp. Pilar Lopez de Maturana Ortiz de Zarate (ur. 25 lipca 1884 w Bilbao w Baskonii, zm. 23 lipca 1934 w San Sebastián) – założycielka Zgromadzenia Sióstr Misjonarek Najświętszej Maryi Panny od Wykupu Niewolników (mercedariuszki misjonarki), błogosławiona Kościoła rzymskokatolickiego.

## Życiorys
Została ochrzczona razem z siostrą bliźniaczką Eleonorą w parafii św. Antoniego. W 1903 roku mając 19 lat wstąpiła do klauzurowego zakonu mercedariuszek. Tam przyjęła imiona Małgorzata Maria. W 1906 roku rozpoczęła pracę w szkole z internatem.
Założyła zgromadzenie Misjonarek Najświętszej Maryi Panny od Wykupu Niewolników. 30 lipca 1931 roku została jego przełożoną.
Zmarła na raka żołądka w opinii świętości w wieku 50 lat, pozostawiając swoim siostrom przesłanie:

Nie zapominajcie, że dzisiejszy świat potrzebuje żywego Chrystusa, Jego dobroci i miłosierdzia. W tym świecie człowieczeństwo musi się w pełni realizować, by ukazywać obecność Boga.

Małgorzata Maria Maturan została beatyfikowana przez papieża Benedykta XVI 22 października 2006 roku.